# UEFA-Europa-Conference-League-Finale 2023
Das UEFA-Europa-Conference-League-Finale 2023 war das Endspiel der UEFA Europa Conference League 2022/23 zwischen West Ham United und AC Florenz. Es fand am 7. Juni 2023 in der Fortuna Arena in der tschechischen Hauptstadt Prag statt.
West Ham besiegte Florenz mit 2:1 und wurde Sieger der UEFA Europa Conference League.

## Der Weg ins Finale
Anmerkung: Die Ergebnisse werden jeweils aus Sicht der Finalisten angegeben.
| Pl. | Verein          | Sp. | Punkte |
| --- | --------------- | --- | ------ |
| 1.  | West Ham United | 6   | 18     |
| 2.  | RSC Anderlecht  | 6   | 8      |
| 3.  | Silkeborg       | 6   | 6      |
| 4.  | FCSB            | 6   | 2      |

| Pl. | Verein              | Sp. | Punkte |
| --- | ------------------- | --- | ------ |
| 1.  | Istanbul Başakşehir | 6   | 13     |
| 2.  | AC Florenz          | 6   | 13     |
| 3.  | Heart of Midlothian | 6   | 6      |
| 4.  | FK RFS              | 6   | 2      |

## Spieldaten
| AC Florenz                                           | AC Florenz | West Ham United | West Ham United | Aufstellung                                  |
| ---------------------------------------------------- | --- | --- | --------------- | -------------------------------------------- |
| AC Florenz                                           | \| 7. Juni 2023 um 21:00 Uhr in Prag (Fortuna Arena) \| \| Ergebnis: 1:2 \| \| Zuschauer: 17.363 \| \| Schiedsrichter: Carlos del Cerro Grande ( Spanien) 1 \| \| Spielbericht \| | \| 7. Juni 2023 um 21:00 Uhr in Prag (Fortuna Arena) \| \| Ergebnis: 1:2 \| \| Zuschauer: 17.363 \| \| Schiedsrichter: Carlos del Cerro Grande ( Spanien) 1 \| \| Spielbericht \|                                                                      | West Ham United | Aufstellung AC Florenz gegen West Ham United |
| AC Florenz                                           | Pietro Terracciano – Dodô, Nikola Milenković, Luca Ranieri (84. Igor), Cristiano Biraghi – Sofyan Amrabat, Rolando Mandragora (90+3. Antonín Barák), Giacomo Bonaventura – Nicolás González, Christian Kouamé (61. Riccardo Saponara), Luka Jović (46. Arthur Cabral) Cheftrainer: Vincenzo Italiano | Alphonse Areola – Vladimír Coufal, Kurt Zouma (61. Thilo Kehrer), Nayef Aguerd – Emerson, Tomáš Souček, Declan Rice , Lucas Paquetá, Jarrod Bowen, Saïd Benrahma (76. Pablo Fornals), Michail Antonio (90.+4' Angelo Ogbonna) Cheftrainer: David Moyes | West Ham United | Aufstellung AC Florenz gegen West Ham United |
| AC Florenz                                           | 1:1 Giacomo Bonaventura (67.) | 0:1 Saïd Benrahma (62., Handelfmeter) 1:2 Jarrod Bowen (90.) | West Ham United | Aufstellung AC Florenz gegen West Ham United |
| AC Florenz                                           | Rolando Mandragora (66.), Alfred Duncan (67.), Nikola Milemković (75.), Sofyan Amrabat (85.) | Saïd Benrahma (31.), Nayef Aguerd (53.), Aaron Cresswell (90.+1'), Jarrod Bowen (90.+7') | West Ham United | Aufstellung AC Florenz gegen West Ham United |
| AC Florenz                                           | Spieler des Spiels: Jarrod Bowen (West Ham United) | | West Ham United | Aufstellung AC Florenz gegen West Ham United |
| 7. Juni 2023 um 21:00 Uhr in Prag (Fortuna Arena)    | | |                 |                                              |
| Ergebnis: 1:2                                        | | |                 |                                              |
| Zuschauer: 17.363                                    | | |                 |                                              |
| Schiedsrichter: Carlos del Cerro Grande ( Spanien) 1 | | |                 |                                              |
| Spielbericht                                         | | |                 |                                              |

## Besonderheiten

### Gewalt
Die Polizei nahm mehr als 30 Personen fest, nachdem eine Gruppe von West-Ham-Fans am Morgen des 7. Juni von schwarz gekleideten italienischen Ultras angegriffen worden war.
Nach dem Spiel beschrieb Fiorentinas Präsident Rocco Commisso, dass West Ham die Spieler der Fiorentina „wie Tiere“ behandelt habe, nachdem Luka Jović in der Halbzeit mit einer gebrochenen Nase vom Platz gegangen war und Cristiano Biraghi ein blutiges Gesicht erlitten hatte, nachdem er von einem aus der Menge geworfenen Gegenstand getroffen worden war. Die UEFA erhob später gegen beide Vereine Anklage wegen „Werfens von Gegenständen“, wobei West Ham wegen „Eindringens in das Spielfeld“ und die Fiorentina wegen „Anzünden von Feuerwerkskörpern“ angeklagt wurde.